# Battle Spirits - Brave
Battle Spirits - Brave (バトルスピリッツ ブレイヴ?, Batoru Supirittsu Bureivu) è un anime shōnen, tratto dal gioco di carte collezionabili Battle Spirits, creato da Hajime Yatate e prodotto dalla Sunrise. La serie, sequel di BS - Dan il Guerriero Rosso, è andata in onda in Giappone su Nagoya TV dal 12 settembre 2010 all'11 settembre 2011. In Italia è stata trasmessa su Rai 2 dal 18 luglio al 12 settembre 2012.
BS - Brave è la terza serie anime della saga di Battle Spirits ed è preceduta da BS - Dan il Guerriero Rosso e seguita da BS - Heroes. La sua storia, invece, è continuata in BS - Saga Brave.

## Trama
Sono passati già 2 anni dalla battaglia contro il re del mondo Altrove e Dan Bashin ora desidera battaglie più emozionanti e avversari più forti rispetto a quelli affrontati a Gran Roro. Allora, nel momento in cui Mai Shinomiya (Mai Violet) appare davanti a lui e gli offre ciò che lui cerca, Dan accetta l'occasione. Egli viene così trasportato nel futuro, in un tempo nel quale la Terra è minacciata da un gruppo di demoni di un'altra dimensione, i Mazoku. 
Ora, il destino di tutta l'umanità poggia sulle spalle di Dan, che morirà per salvare la Terra. Il prezzo del fallimento è una completa trasformazione dell'intera linea temporale della Terra e la serie si conclude quando Mai regala a Clarky una foto, e insieme a loro c'è anche Dan.

## Personaggi
Oltre a quelli della serie precedente, in BS - Brave si aggiungono nuovi personaggi.
Yus Glynnhorn (ユース・グリンホルン?, Yūsu Gurinhorun)
Doppiato da: Tetsuya Kakihara (ed. giapponese), Paola Majano (ed. italiana)
È un ragazzo ed è pilota di Sophia. Ha un forte odio verso i Mazoku, specialmente Geraid a causa di un evento avvenuto nella sua infanzia. Quando Dan ritorna viene trattato come un "Salvatore", specialmente da Mai e Clarky, e per questo Yus non ha subito fede in lui, soprattutto vedendolo sconfitto da Barone; viene poi sfidato da Clarky, per dimostrargli quello che ha attraversato Dan e perdendo Dan comincia ad essergli più simpatico.
Plym Machina (プリム・マキーナ?, Purimu Makīna)
Doppiata da: Kanae Itō (ed. giapponese), Tatiana Dessi (ed. italiana)
È una bambina ed è il meccanico di Sophia. Si unì all'equipaggio perché prima viveva da sola nelle strade. Anche se non ha mai giocato a Battle Spirits, adora tutte le carte, soprattutto quelle di base meccanica.
Stella Korabelishchikov (ステラ・コラベリシチコフ?, Sutera Koraberishichikofu)
Doppiata da: Satsuki Yukino (ed. giapponese), Maura Cenciarelli (ed. italiana)
È la scienziata a bordo di Sophia che affianca Dan e gli altri nella missione. È spesso in contrasto con Kenzō.
Zolder Grave (ゾルダー・グレイヴ?, Zorudā Gureivu)
Doppiato da: Takahiro Sakurai (ed. giapponese), Alessandro Rigotti (ed. italiana)
È il vecchio capo di Kazan, ex comandante militare per i diritti umani.
Angers Loche (アンジュ・ロシェ?, Anju Roshe)
Doppiata da: Yukana (ed. giapponese), Eva Padoan (ed. italiana)
È un'astronauta proveniente dal XXIV secolo.
En (アン?, An) & Fant (ファン?, Fan)
Doppiati da: Yū Shimamura e Aya Endō (ed. giapponese), Chiara Oliviero e ? (ed. italiana)
Barone chiaro di Luna (月光のバローネ?, Gekkō no Barōne)
Doppiato da: Daisuke Namikawa (ed. giapponese), Marco Vivio (ed. italiana)
È un tipo molto solitario, dicendo che gli altri non lo capiscono. Ha un atteggiamento un po' femminile, pettinando i suoi capelli con le carte di Battle Spirits. Tuttavia, in battaglia mostra un lato molto più selvaggio. Sfida Dan vincendo, ma rimane scioccato dal fatto che Dan, quando sconfisse Strike-Siegwurm, lo chiamò "amico".
Gilfam (ギルファム?, Girufamu)
Doppiata da: Michiko Neya (ed. giapponese), Ilaria Latini (ed. italiana)
È la regina di tutte le tribù dei demoni dell'altra dimensione.
Zazie (ザジ?, Zaji) / Izaz (イザーズ?, Izāzu)
Doppiato da: Ken'ichi Suzumura (ed. giapponese), Leonardo Graziano (ed. italiana)
È uno dei comandanti dei Mazoku, controlla la Slovacchia.
Duc (デュック?, Dyukku)
Doppiato da: Kenji Hamada (ed. giapponese), Guido Di Naccio (ed. italiana)
È uno dei comandanti dei Mazoku, controlla l'Asia.
Rugain (ルガイン?, Rugain)
Doppiato da: Yoshitsugu Matsuoka (ed. giapponese), Daniela Abbruzzese (ed. italiana)
È il figlio del comandante Duc.
Geraid (ジェレイド?, Jereido)
Doppiato da: Hiroshi Shirokuma (ed. giapponese), Roberto Draghetti (ed. italiana)
È l'assistente della regina Gilfam.
Flora Perfume (フローラ・パフューム?, Furōra Pafyūmu)
Doppiata da: Yōko Honda (ed. giapponese), Valeria Vidali (ed. italiana)
Eolus (イオラス?, Iorasu)
Doppiato da: Kenta Miyake (ed. giapponese), Paolo Marchese (ed. italiana)
Shima (シーマ?, Shīma)
Doppiata da: Naomi Shindō (ed. giapponese), Michela Alborghetti (ed. italiana)
Gaspard (ガスパール?, Gasupāru)
Doppiato da: Daisuke Hirakawa (ed. giapponese), Sergio Lucchetti (ed. italiana)
Metalcas (メタルカス?, Metarukasu)
Doppiato da: Masanori Machida (ed. giapponese), ? (ed. italiana)
Solon (ソロン?, Soron)
Doppiato da: Shigeo Kiyama (ed. giapponese), ? (ed. italiana)
Lucretia (ルクレチア?, Rukurechia)
Doppiato da: Yū Shimamura (ed. giapponese), Monica Gravina (ed. italiana)
Rahze (ラーゼ?, Rāze)
Doppiato da: Hideo Ishikawa (ed. giapponese), Stefano Billi (ed. italiana)
Balgada (バルガダ?, Barugada)
Doppiato da: Masaya Takatsuka (ed. giapponese), ? (ed. italiana)
Keito (ケイト?, Keito)
Doppiata da: Akeno Watanabe (ed. giapponese), Alessandra Korompay (ed. italiana)
Gilgis (ギルギス?, Girugisu)
Doppiato da: Kōsuke Toriumi (ed. giapponese), Alessio Cigliano (ed. italiana)
Watari (ワタリ?, Watari)
Doppiato da: Taketora (ed. giapponese), Luigi Ferraro (ed. italiana)
Memnon (メムノン?, Memunon)
Doppiato da: Ken'ichirō Matsuda (ed. giapponese), Andrea Lavagnino (ed. italiana)
Selecous (セレコウス?, Serekousu)
Doppiato da: Hiroaki Ishikawa (ed. giapponese), Roberto Stocchi (ed. italiana)
Veneld (ベネルド?, Benerudo)
Doppiato da: Yūichi Nakamura (ed. giapponese), Edoardo Stoppacciaro (ed. italiana)
Alcor (アルコル?, Arukoru)
Doppiato da: Chō (ed. giapponese), Gaetano Varcasia (ed. italiana)
Elis (エリス?, Erisu)
Doppiata da: Hisako Kanemoto (ed. giapponese), Letizia Ciampa (ed. italiana)
Zack (ザック?, Zakku)
Doppiato da: Tomohiro Tsuboi (ed. giapponese), Mirko Cannella (ed. italiana)

## Anime

Logo italiano della serie

L'anime, prodotto da Sunrise, è composto da 50 episodi, andati in onda su Nagoya TV dal 12 settembre 2010 all'11 settembre 2011. Dal 4 marzo al 2 novembre 2011 è stato raccolto in 17 DVD contenenti ciascuno 3 episodi.

In Italia è stato trasmesso su Rai 2 dal 18 luglio al 12 settembre 2012 all'interno del contenitore Cartoon Flakes.
Giovedì 30 agosto 2012, Rai 2 ha mandato in onda per errore la serie Fresh Pretty Cure! al posto dell'episodio 39, senza segnalarlo nel palinsesto; l'episodio è stato poi recuperato nelle repliche su Rai Gulp il 23 luglio 2013.

### Episodi
| Nº | Titolo italiano Giapponese 「Kanji」 - Rōmaji - Traduzione letterale | In onda           | In onda           |
| Nº | Titolo italiano Giapponese 「Kanji」 - Rōmaji - Traduzione letterale | Giapponese        | Italiano          |
| 1  | C'è di nuovo bisogno di te Dan Bashin 「ブレイヴせよ！太陽龍ジーク・アポロドラゴン！」 - Bureivu seyo! Taiyō ryū Jīku Aporo Doragon! – "Brave! Il drago del sole Sieg-Apollo-Dragon!"                                                          | 12 settembre 2010 | 18 luglio 2012    |
| 2  | Un nuovo continente: Octo 「二人のブレイヴ使い 月光龍ストライク・ジークヴルム咆哮！」 - Futari no bureivu tsukai Gekkō ryū Sutoraiku Jīku Vurumu hōkō! – "I due utilizzatori di Brave: il drago del chiaro di luna Strike-Sieg-Wurm ruggisce!" | 19 settembre 2010 | 19 luglio 2012    |
| 3  | Una sconfitta inaspettata 「男と男の激突！月光龍ＶＳ太陽龍！」 - Otoko to otoko no gekitotsu! Gekkō ryū VS taiyō ryū! – "Sconto tra uomo e uomo! Il drago del chiaro di luna VS il drago del sole!"                                            | 26 settembre 2010 | 20 luglio 2012    |
| 4  | La lezione di Clarky 「嘆きと怒りの女神デッキ」 - Nageki to ikari no megami dekki – "Il mazzo della dea del lamento e della rabbia" | 3 ottobre 2010    | 23 luglio 2012    |
| 5  | Lo sfidante che viene dal cielo 「天翔るチャレンジャー 刃狼ベオ・ウルフ出撃！」 - Amagakeru charenjā: Jinrō Beo Urufu shutsugeki! – "Uno sfidante dal cielo: La sortita del lupo della lama Beo Wulf!"                                         | 10 ottobre 2010   | 24 luglio 2012    |
| 6  | Una vittoria rinviata 「脅威のマジック！天角獣バイコーン」 - Kyōi no majikku! Ten-kaku-jū baikōn – "Una magia pericolosa! La bestia con le corna del cielo Bicorn!"                                                                            | 17 ottobre 2010   | 25 luglio 2012    |
| 7  | Il ritorno di Aquila Reale 「覆面の超覚醒！幻羅星龍ガイ・アスラ」 - Fukumen no chō kakusei! Maboroshira sei ryū Gai Asura – "Il grande risveglio della maschera! Il drago stella fantasma Gai Asura"                                           | 24 ottobre 2010   | 26 luglio 2012    |
| 8  | Cronache del mondo altrove 「異界見聞録！１２宮Ｘレアの伝説」 - Ikai kenmonroku! 12 miya ekkusurea no densetsu – "Un altro record! La leggenda del palazzo 12 X"                                                                               | 31 ottobre 2010   | 27 luglio 2012    |
| 9  | Flora contro Dan 「暴風少女フローラ 天蠍神騎スコル・スピア迎撃！」 - Bōfū shōjo Furōra: Tenkatsu-shin-ki Sukoru Supia geigeki! – "Flora, la ragazza della tempesta: Intercettato dal cavaliere scorpione Scor Spear!"                          | 7 novembre 2010   | 30 luglio 2012    |
| 10 | Una sfida epocale 「宿命のバトル！太陽龍ＶＳ月光龍」 - Shukumei no batoru! Taiyō ryū VS gekkō ryū – "La battaglia del destino! Drago del sole contro Drago della luce della luna"                                                              | 14 novembre 2010  | 30 luglio 2012    |
| 11 | Pene d'amore per Clarky 「花嫁を救え！黒翼竜バーン・クロウ！！」 - Hanayome wo sukue! Kuro yokuryū Bān Kurō!! – "Salvate la sposa! Il drago dall'ala nera Burn Crow!!"                                                                         | 21 novembre 2010  | 31 luglio 2012    |
| 12 | Biak Garo contro Wooden il Grande 「初陣の機械神 剣王獣ＶＳ翼神機」 - Uijin no kikai-shin: Ken-ō-jū VS tsubasa jinki – "La prima battaglia del dio macchina: Il re bestia spadaccino contro la divinità alata"                                 | 28 novembre 2010  | 31 luglio 2012    |
| 13 | Una bruciante sconfitta 「セイバーシャーク、月光龍にブレイヴせよ！」 - Seibāshāku, gekkō ryū ni bureivu seyo! | 5 dicembre 2010   | 1º agosto 2012    |
| 14 | Congiura a corte 「人類の敵！馬神ダン！」 - Jinrui no teki! Uma kami dan! | 12 dicembre 2010  | 1º agosto 2012    |
| 15 | Bushin il Terribile contro Scor Spear Cavaliere Scorpione 「巨蟹武神キャンサードＶＳ天蠍神騎スコル・スピア！」 - Kyo kani takeshi kami kyansaado VS ten sasori kami ki Sukoru Supia!                                                           | 19 dicembre 2010  | 2 agosto 2012     |
| 16 | Zakku contro Zaji 「ローマの落日 俊星流れるコロッセオ！」 - Rōma no rakujitsu: Shun hoshi nagareru korosseo! | 26 dicembre 2010  | 2 agosto 2012     |
| 17 | Una carta vincente 「駆け上がれ！太陽神龍ライジング・アポロドラゴン」 - Kake agare! Taiyōshin ryū raijingu. aporo doragon | 9 gennaio 2011    | 3 agosto 2012     |
| 18 | Duello all'ultimo Brave 「青き新ブレイヴ！雷神砲カノン・アームズ」 - Aoki shin bureivu! Raijin hō Kanon Aamuzu | 16 gennaio 2011   | 3 agosto 2012     |
| 19 | Un duello impegnativo per Yus 「つかみとれ１２宮Ｘレア！水瓶屋敷の決闘」 - Tsukamitore 12 miya X rea! Mizugame yashiki no kettō | 23 gennaio 2011   | 6 agosto 2012     |
| 20 | Il Guerriero Rosso contro il Guerriero Giallo 「ダンＶＳクラッキー 宝瓶神機アクア・エリシオン！」 - Dan VS Kurakkī: takara kame kami ki Akua Erishion!                                                                                         | 30 gennaio 2011   | 6 agosto 2012     |
| 21 | Il ritorno di Barone Chiaro di Luna 「復活のバローネ！出現！天王神獣スレイ・ウラノス」 - Fukkatsu no Barōne! Shutsugen! Ten'ō kami kemono Surei Uranosu                                                                                        | 6 febbraio 2011   | 7 agosto 2012     |
| 22 | Una sfida senza precedenti 「ブレイヴキラー！滅神星龍ダークヴルム・ノヴァ激震！」 - Bureivu kirā! Metsu kami hoshi ryū Dākuvurumu Nova gekishin!                                                                                               | 13 febbraio 2011  | 7 agosto 2012     |
| 23 | Duello per la libertà 「迎え撃て！ブレイヴスピリットＶＳダークヴルム・ノヴァ」 - Mukae ute! Bureivu Supiritto VS Dākuvurumu Nova | 20 febbraio 2011  | 8 agosto 2012     |
| 24 | L'irruenza di Yus 「ブレイヴキラー 獄将のネクサス・闇の聖剣」 - Bureivu kirā goku shō no nekusasu. Yami no seiken | 27 febbraio 2011  | 9 agosto 2012     |
| 25 | Il ritorno di un amico 「帰って来たあいつ！魔導双神ジェミナイズ」 - Kaette kita aitsu! Madō sō kami jieminaizu | 6 marzo 2011      | 10 agosto 2012    |
| 26 | Una scoperta sconvolgente 「人間と魔族のはざまで」 - Ningen to mazoku no hazamade | 20 marzo 2011     | 13 agosto 2012    |
| 27 | La partenza di Hideto 「ライジング・アポロドラゴン対メテオヴルム！」 - Raijingu Aporodoragon tsui meteovurumu! | 27 marzo 2011     | 14 agosto 2012    |
| 28 | La storia di Raaze 「倒せ、ブレイヴキラー！冥王神獣インフェルド・ハデス」 - Taose, bureivu kirā! Meiō kami kemono Inferudo Hadesu | 3 aprile 2011     | 15 agosto 2012    |
| 29 | Una carta molto speciale 「闇を照らせ！月光神龍ルナテック・ストライクヴルム」 - Yami wo terase! Gekkō shinryū Runatekku Sutoraikuvurumu | 10 aprile 2011    | 16 agosto 2012    |
| 30 | Sfida ad armi pari 「灼熱のセンチュリオンデッキ！同一デッキ対決！」 - Shakunetsu no senchurion dekki! Dōitsu dekki taiketsu! | 17 aprile 2011    | 17 agosto 2012    |
| 31 | Fermata in Australia 「変わりゆくもの 金牛龍神ドラゴニック・タウラス！」 - Kawari yukumono: Kin ushi ryūjin Doragonikku Taurasu! | 24 aprile 2011    | 20 agosto 2012    |
| 32 | Barone contro Watari 「迫り来る青のデッキ破壊 月光神龍、ブレイヴ不能！」 - Semari kuru ao no dekki hakai: Gekkō shinryū, bureivu funō! | 1º maggio 2011    | 21 agosto 2012    |
| 33 | Dan e la giustizia 「ダンの正義！ストライク・ジークブルム降臨！」 - Dan no seigi! Sutoraiku Jikuburumu kōrin! | 8 maggio 2011     | 22 agosto 2012    |
| 34 | Lo scudo della Regina 「女王陛下の守護者（ガーディアン） 突破せよ、アーケランサー！」 - Jōōheika no shugosha (gadeian) toppa seyo, ākeransā!                                                                                                   | 15 maggio 2011    | 23 agosto 2012    |
| 35 | Dan contro l'Eliminatore di Brave 「ブレイヴキラーＶＳ馬神ダン」 - Bureivu kirā VS uma kami Dan | 22 maggio 2011    | 24 agosto 2012    |
| 36 | L'aiuto di Lugain 「魔羯邪神シュタイン・ボルグ降臨！」 - Makatsu jashin Shutain Borugu kōrin! | 29 maggio 2011    | 27 agosto 2012    |
| 37 | Ricordi del passato 「血湧き花舞い踊るＶＳラグナ・ロックデッキ！」 - Chiwaki hana mai odoru VS Raguna Rokkudekki! | 5 giugno 2011     | 28 agosto 2012    |
| 38 | La scelta di Barone 「さらばバローネ！決別のブレイヴアタック」 - Saraba barone! Ketsubetsu no bureivu atakku | 12 giugno 2011    | 29 agosto 2012    |
| 39 | Si prepara una nuova avventura 「乱世切り裂くダブル・ノヴァ 圧倒！超神星龍＆滅神星龍！」 - Ransei kiri saku Daburu Nova attō! Chōjin hoshi ryū & metsu kami hoshi ryū!                                                                         | 26 giugno 2011    | 23 luglio 2013    |
| 40 | La bella addormentata nello spazio 「星の守護神 光龍騎神サジット・アポロドラゴン！」 - Hoshi no shugojin-kō ryū-ki-shin sajitto aporo doragon!                                                                                                 | 3 luglio 2011     | 31 agosto 2012    |
| 41 | Lotta contro il tempo 「光龍騎神サジット・アポロドラゴンＶＳ亡霊の赤デッキ」 - Hikari ryū-ki-shin sajitto aporo doragon VS bōrei no aka dekki                                                                                                  | 10 luglio 2011    | 3 settembre 2012  |
| 42 | Una strada difficile 「立ちはだかるバローネ！獅機龍神ストライクヴルム・レオ！」 - Tachihadakaru Barōne! Ki Ryūjin sutoraikuvurumu Reo! | 17 luglio 2011    | 4 settembre 2012  |
| 43 | Il passato riaffiora 「獄将デュック復活！執念の十二宮Ｘレア」 - Gokuhata dyukku fukkatsu! Shūnen no jūnikyū X rea | 24 luglio 2011    | 5 settembre 2012  |
| 44 | La sconfitta di Barone 「背徳のＸレア 蛇皇神帝アスクレピオーズ」 - Haitoku no X rea hebi sumegami mikado asukurepiōzu | 31 luglio 2011    | 6 settembre 2012  |
| 45 | Un messaggio importante 「射手座のアポロドラゴン対太陽のアポロドラゴン」 - Shashu-za no aporo doragon tai taiyō no aporo doragon | 7 agosto 2011     | 7 settembre 2012  |
| 46 | La maschera di Zaji 「ダンＶＳザジ 動乱のアスクレピオーズ」 - Dan VS Zaji dōran no asukurepiōzu | 14 agosto 2011    | 10 settembre 2012 |
| 47 | Incontro dal passato 「男たちの闇 アスクレピオーズ慟哭」 - Otoko-tachi no yami asukurepiōzu dōkoku | 21 agosto 2011    | 11 settembre 2012 |
| 48 | Ritorno su Sofia 「ダンＶＳ魔ゐ ダブルブレイヴＶＳダブルノヴァ」 - Dan VS Mai Daburu Bureivu VS Daburu Nova – "Dan VS Mai: Double Brave VS Double Nova"                                                                                        | 28 agosto 2011    | 11 settembre 2012 |
| 49 | L'operazione Zodiaco 「神々の砲台 十二宮Ｘレア激突！」 - Kamigami no hōdai jūnikyū ekkusurea gekitotsu! | 4 settembre 2011  | 12 settembre 2012 |
| 50 | Il momento degli addii 「黎明」 - Reimei – "Alba" | 11 settembre 2011 | 12 settembre 2012 |

### Colonna sonora
La colonna sonora della serie è stata pubblicata in un album assieme a quella utilizzata per la serie Battle Spirits - Dan il Guerriero Rosso a partire dal 10 agosto 2011. La sigla di apertura originale è stata distribuita come singolo dal 27 ottobre 2010 in edizione regolare e limitata con DVD, mentre la sigla di chiusura originale è stata distribuita come singolo dal 22 ottobre 2010.
La sigla italiana, scritta da Valerio Gallo Curcio ed interpretata da Patrizio Cigliano, segue lo stesso arrangiamento della sigla di testa giapponese, sia in apertura che in chiusura.
Sigla di apertura
- free, dei Karasu

Sigla di chiusura
- Netsuretsu ANSWER (熱烈ＡＮＳＷＥＲ?), di Daisuke Ono (ep. 1-49)
- Kimi ga matteru (君がまってる?), di Mitsuhiro Oikawa (ep. 50)

Sigla di apertura e di chiusura italiana
- Versione italiana di free, di Patrizio Cigliano

## Manga
Il manga è stato pubblicato sulla rivista Kerokero Ace (Kadokawa Shoten) e successivamente serializzato in 2 tankōbon dal febbraio al settembre 2011. Sempre a settembre 2011, un secondo adattamento intitolato Brave X è stato pubblicato da V Jump (Shūeisha) in un volume unico.

### Volumi
| Brave (2 volumi)   |                   |
| 1                  | 26 febbraio 2011  |
| 2                  | 18 settembre 2011 |
| Brave X (1 volume) |                   |
| 1                  | 2 settembre 2011  |